# 신동욱 (배우)
신동욱(1982년 9월 14일 ~ )은 대한민국의 배우이다.

## 학력
- 영훈고등학교
- 국민대학교 연극영화학과 졸업

## 생애
그는 2001년 《'노랑머리 2'》의 단역으로 영화배우 첫 데뷔하였고 이듬해 2002년 연극배우 데뷔하였으며 1년 후 2003년 KBS 공채 20기 탤런트로 정식 선발되었는데 이듬해 2004년 드라마 《알게 될거야》로 일약 스타 덤에 올랐다. 2010년 7월, 군 입대하여 복무하던 중에 쓰러져 국군수도병원에서 치료를 받았으며, 복합부위통증증후군 진단을 받고 2011년 의병 제대했다.
엑스포츠뉴스 한정원 인턴 기자 최근 인터넷을 뜨겁게 달궜던 신동욱 효도 사기 논란이 조부의 사과로 마무리 됐다.
지난 1월 2일 언론을 통해 신동욱의 조부 신호균 씨가 손자 신동욱에게 효도 사기를 당했다는 사실이 알려졌다. 조부는 "날 돌봐 달라는 효도 계약을 조건으로 집과 땅을 물려줬다. 하지만 재산 상속 후 신동욱이 연락을 끊고 퇴거 통보를 했다"고 폭로했다. 이어 "신동욱의 연인 A씨가 2달 안에 집에서 나가라더라"고 덧붙였다.
그는 신동욱이 자신의 소유인 1만 5,000평 토지 중 2,500평만 주기로 약속된 것과 달리 토지 전부를 가져갔다고 밝혔다.
이에 신동욱 소속사 스노우볼엔터테인먼트 측은 "신동욱은 현재 조부와 소송 중. 신동욱과 조부 간 소유권 이전 등기는 적법한 절차에 따라 이행됐으며, 법원의 정당한 판결을 기다리고 있다"고 입장을 전했다. 소속사 측은 "과거 신동욱의 조부는 아내와 아들, 손자 3대에 걸쳐 가정 폭력과 폭언, 살인 협박은 물론 끊임없는 소송을 진행하며 가족 구성원들에게 깊은 상처를 입혔다. 조부의 주장은 허위 사실"이라며 조부의 주장을 강력하게 반박했다.
위 논란에 신동욱은 출연 예정이었던 tvN 수목드라마 '진심이 닿다'에 자진 하차하는 등 연예계 활동을 중단하고 할아버지와의 법적 공방을 이어갔다.
이후 사건 발생 약 한 달여 만인 7일 조부 신호균 씨가 신동욱에게 사과를 전했다.
그는 법률 대리인을 통해 "솔직히 과거 가족들에게 무리한 행위를 하여 주변에 찾아오는 자손들이 거의 없다"며 "그러던 중 손자가 나를 찾아와 많이 위로해줬고, 앞으로도 나를 일주일에 두세 번 찾아와 주고 내가 죽은 다음 제사라도 지내 달라는 뜻으로 빌라와 토지를 주었습니다"라고 신동욱에게 토지를 준 이유를 밝혔다.
이어 "나는 1924년 생이며 만 94세의 고령으로 기억력이 많이 떨어졌고 판단력도 떨어졌습니다. 손자가 나와 연락이 되지 않는 것을 의도적으로 연락을 피한다고 오해한 것"이라며 "손자의 유명세를 활용하려는 마음도 없지는 않았습니다. 이러한 점들에 대하여 손자에게 정말 미안하게 생각합니다. 내가 많은 오해와 착각을 하였고, 큰 실수를 하였습니다"라고 미안함을 드러냈다.
이에 신동욱 소속사도 "신동욱 조부와 관련된 재산 문제에 대해서 토지와 빌라를 돌려주기로 했다. 소송도 취하할 예정"이라고 입장을 전했다.
'효도 사기' 사건은 조부 신호균 씨가 흐려진 기억력과 판단력 때문에 손자에게 불리한 내용의 인터뷰를 진행한 것을 사과하며 일단락됐다.

## 출연작

### 드라마
| 연도   | 방송 | 제목                                      | 역할                 | 비고 |
| ------ | ---- | ----------------------------------------- | -------------------- | ---- |
| 2004   | KBS2 | 《알게될거야》                            | 최일두               |      |
| 2004   | KBS2 | 《오! 필승 봉순영》                       | 오준수               |      |
| 2004   | KBS2 | 《미안하다, 사랑한다》                    | 강민주의 남자친구 역 |      |
| 2005   | SBS  | 《홍콩 익스프레스》                       | 주영                 |      |
| 2005   | KBS2 | 《슬픔이여 안녕》                         | 박도진               |      |
| 2006   | MBC  | 《소울메이트》                            | 동욱                 |      |
| 2006년 | KBS2 | 《구름계단》                              | 최종수               |      |
| 2007   | SBS  | 《쩐의 전쟁》/《쩐의 전쟁 보너스 라운드》 | 하우성               |      |
| 2008   | SBS  | 《온에어》                                |                      |      |
| 2010   | SBS  | 《별을 따다줘》                           | 원준하               |      |
| 2017   | MBC  | 《파수꾼》                                | 이관우               |      |
| 2018   | tvN  | 《라이브》                                | 최명호               |      |
| 2018   | MBC  | 《대장금이 보고있다》                     | 한산해               |      |
| 2020   | SBS  | 《낭만닥터 김사부 2》                     | 배문정               |      |
| 2020   | tvN  | 《(아는 건 별로 없지만) 가족입니다》      | 임건주               |      |
| 2021   | JTBC | 《너를 닮은 사람》                        | 정선우               |      |
| 2021   | SBS  | 《지금, 헤어지는 중입니다》               | 윤수완               |      |
| 2022   | SBS  | 《우리는 오늘부터》                       | 이강재               |      |
| 2023   | SBS  | 《낭만닥터 김사부 3》                     | 배문정               |      |

### 영화
- 2001년 《노랑머리 2》 ... 라이브 카페 서빙 역(단역)

### 연극
- 2002년 《햄릿》 ... 햄릿 왕자 역(주인공)

### 방송
- 2005년 - 2006년 MBC 《쇼!음악중심》
- 2007년 - 2008년 m.net 《추적! X-Boyfriend》
- 2008년 - KBS2 《해피선데이 - 꼬꼬관광 싱글♥싱글》
- 2016년 - JTBC 《말하는대로》
- 2017년 - MBC 《미스터리 음악쇼 복면가왕》 - 공기 반 먼지 반 진공청소기 (참가자)
- 2017년 - MBC 《황금어장 라디오스타》

## 저서
- 2016년 《씁니다, 우주일지》(ISBN 9791130610320)

## 수상 및 후보
| 연도 | 시상식                            | 부문                        | 작품              | 결과 |
| ---- | --------------------------------- | --------------------------- | ----------------- | ---- |
| 2007 | 제3회 앙드레김 베스트 스타 어워드 | 뉴스타상                    | 빈칸              | 수상 |
| 2007 | SBS 연기대상                      | 뉴스타상                    | 쩐의 전쟁         | 수상 |
| 2017 | MBC 연기대상                      | 월화극부문 남자 황금연기상  | 파수꾼            | 후보 |
| 2018 | MBC 방송연예대상                  | 베스트 커플상 (with 권유리) | 대장금이 보고있다 | 후보 |
| 2018 | MBC 방송연예대상                  | 베스트 엔터테이너상         | 대장금이 보고있다 | 수상 |
| 2018 | MBC 방송연예대상                  | 뮤직/토크 부문 남자 우수상  | 대장금이 보고있다 | 후보 |